# Fred Rompelberg
Fred Rompelberg (Maastricht, 30 oktober 1945) is een Nederlands voormalig professioneel wielrenner. Hij is vooral bekend als de profwielrenner die elf wereldrecords achter zware motoren op zijn naam heeft staan. Deze wereldrecords werden gehaald in Monteroni di Lecce, Rome, Antwerpen, Montréal en Moskou. Het lukte hem na diverse pogingen (hij deed er acht jaar over) om het wereldsnelheidsrecord op een fiets achter een gangmaker te breken. Eerst na twee valpartijen met een snelheid van 209 en 232 km per uur reed hij op 3 oktober 1995 gegangmaakt door een racewagen van het team Strasburg Racing's Brothers op de zoutvlakte van Bonneville bij Salt Lake City in de Amerikaanse staat Utah gedurende één mijl 268,831 kilometer per uur, een wereldrecord dat pas in 2018 verbroken werd door Denise Mueller-Korenek, met vermelding in het Guinness Book of Records.
Rompelberg werd in 1971 profwielrenner en had in 2010 nog altijd een proflicentie, waarmee hij op dat moment de oudste actieve profwielrenner ter wereld was. In 2007 werd hij nog automatisch geselecteerd door de KNWU voor het Nederlands kampioenschap op de weg. In de jaren 70 tot en met jaren 90 was Rompelberg vooral actief als stayer. Hij verbeterde een aantal keer het werelduurrecord achter zware motoren, en was in 1977 Nederlands kampioen in Utrecht achter zware motoren.
Sinds 1993 organiseert Fred Rompelberg fietssportvakanties. Hij is getrouwd en heeft twee dochters.

## Successen
- Het Absolute Wereldsnelheid record Fietsen achter een raceauto (dragster) op de zoutvlakte van Wendover bij Salt Lake City in de staat Utah in de VS met een snelheid van 268,831 km/h,
- 11 wereldrecords,
- 11 Europese records,
- 7 overwinningen op de weg,
- Nederlandse kampioen achter zware motoren en vele overwinningen achter zware motoren op de verschillende wielerbanen,
- Meerdere overwinningen achter zware motoren op de verschillende wielerbanen in binnen- en buitenland,
- 6 X Club-kampioen bij de profs bij de TWC Maastricht de huidige TWC Maaslandster,
- Sinds 30 oktober 1986 houder van het wereld-uur-recordhouder achter zware motoren met snelheid van 86.449 km, gedaan op wielerbaan te Moskou,
- Sinds 30 oktober 1986 houder van het wereldrecord over 100 km achter zware motoren met een tijd van 1 h 10’ 363/100’’, gedaan op de wielerbaan te Moskou.

Atkins ·
Barnett ·
Barras ·
Bayton · 
van Beers ·
Bilsland ·
Bull ·
Cary ·
Chadwick · 
Crewe ·
Harrison ·
van den Hoek ·
Holmes ·
Hordijk · 
Jolly · 
van der Leeuw ·
Lloyd ·
Loevesijn ·
Moore · 
Pijnen ·
Pronk ·
Rompelberg ·
Schuiten ·
Tabak ·
Thurau ·
de Waal
Atkins ·
Barras ·
van Beers ·
Bracke ·
Cary ·
Haritz ·
van den Hoek ·
Hordijk · 
van der Leeuw ·
Lloyd ·
Pijnen ·
Pronk ·
Raas ·
Rompelberg ·
Schuiten ·
Sels ·
Sterk · 
Tabak ·
Thurau ·
Van der Helst · 
de Waal
David Allan ·
Donald Allan ·
Blok ·
Gilson ·
van Helvoirt ·
F. den Hertog ·
N. den Hertog ·
Kamper ·
Kruunenburg ·
Lannoo ·
Priem ·
Prinsen ·
Rompelberg ·
Smit ·
Steels ·
Tabak ·
Van Neste ·
Vandersnickt · 
Wildeboer
Allan ·
Baert (tot 30/06) ·
Bouckaert ·
Clinckart ·
De Wolf ·
Hermann ·
den Hertog ·
Kamper ·
Loysch ·
Malfait ·
Ocaña ·
Priem ·
Raas ·
Romero ·
Rompelberg ·
Rosiers ·
Schepmans ·
Smit ·
Steels ·
Van Der Linden ·
Vandersnickt · 
Wellens ·

Wesemael · 
Wildeboer · 
Wuyckens
Bukacki ·
Cael ·
Colman ·
Govaerts ·
Houbrechts ·
Huygelen ·
Jacques ·
Rompelberg ·
Schönbacher ·
Schurgers ·
Tourné ·
Van der Stappen ·
Van Gils ·
Van Landeghem ·
Van Looy ·
Verbraeken ·
Vrijders ·
Wijnants
Boonen ·
De Keyser ·
Govaerts ·
E. Gysemans ·
J. Gysemans ·
Jacques ·
Panis ·
Walter Planckaert ·
Willy Planckaert ·
Rompelberg ·
Schurgers ·
Tourné ·
Vaarten ·
Van de Vijver ·
Van Den Eynde ·
Van der Stappen ·
Verstraeten ·
Wijnants
Blockx ·
Bogaert ·
Boonen ·
Devos ·
Govaerts ·
E. Gysemans ·
J. Gysemans ·
den Hertog ·
Jacques ·
Eddy Planckaert ·
Walter Planckaert ·
Willy Planckaert ·
Rompelberg ·
Schoonjans ·
Schurgers ·
Van Den Eynde ·
Van Looy ·

Verstraeten ·
Vicino